# Đô la Sacagawea

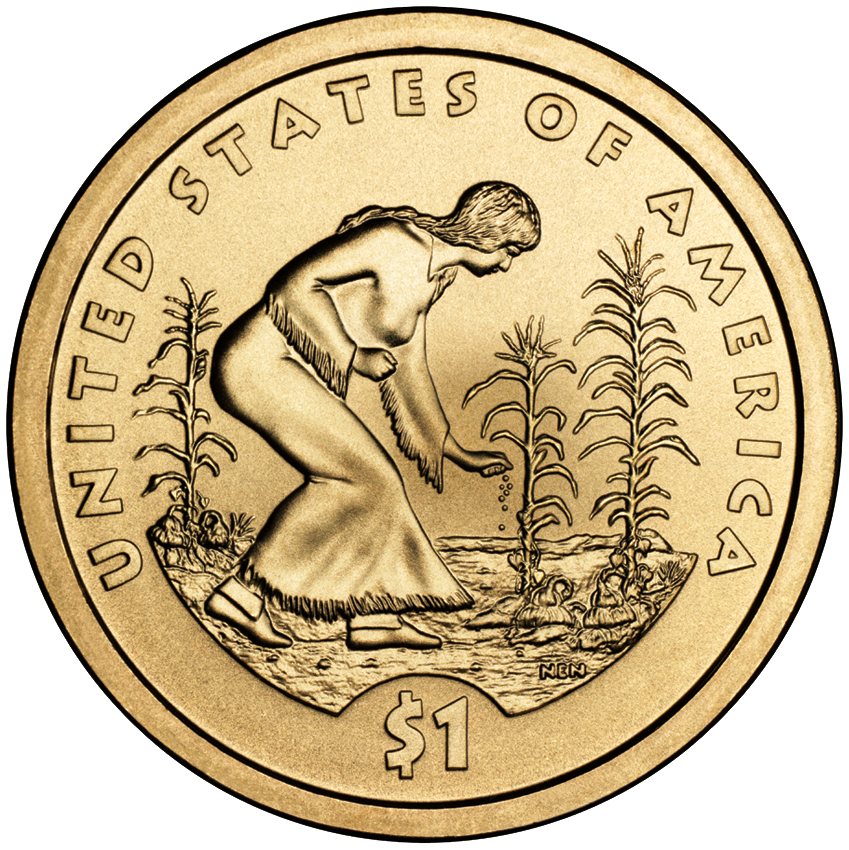
Một mặt của đồng đô la Sacagawea

Đô la Sacagawea là đồng tiền Đô la Mỹ đã được đúc hàng năm kể từ năm 2000. Đồng tiền lần đầu tiên được xuất hiện với mục đích để thay thế cho đồng đô la Susan B. Anthony đã được sử dụng trước đó. Và đồng xu đô la này đã tỏ ra hữu ích phục vụ cho việc bán hàng bằng máy vận hành tự động và các hệ thống giao thông công cộng mặc dù đồng đô la này không phổ biến với công chúng.
Trong quá trình thiết kế nhiều ý tưởng được đề xuất cho hình nền của đồng xu này, trong đó, Tượng Nữ thần Tự do đã được đề xuất như là chủ đề quan trọng để thiết kế cho đồng xu này, nhưng rồi hình của Sacagawea một người phụ nữ da đỏ bản địa, người đã tình nguyện hướng dẫn cho cuộc thám hiểm của Lewis và Clark cuối cùng đã được chọn làm biểu tượng của đồng tiền này. Đồng đô la mới được xâm nhập vào nhiều thị trường thông qua một loạt các hoạt động quảng cáo, in ấn, phát thanh, truyền hình.....